# Коростишівський педагогічний фаховий коледж імені І. Я. Франка
Коростишівський педагогічний фаховий коледж ім. Франка — один з найстаріших навчальних закладів України в галузі підготовки педагогів. Самостійний вищий навчальний заклад першого рівня акредитації, який здійснює підготовку вчителів початкових класів у денній та заочній формах навчання, трудового навчання та вчителів фізичної культури з денною формою навчання.

## Історія
1 травня 1862 року при Київському університеті була відкрита перша тимчасова педагогічна школа, на основі якої 26 травня 1869 року створено учительську семінарію Південно-Західного краю з тимчасовим перебуванням у Києві, завданням якої була підготовка вчителів молодших класів.
22 жовтня 1869 року — початок навчання в учительській семінарії. Цей день вважається днем заснування навчального закладу. З серпня 1873 року учительську семінарію Південно-Західного краю була переведена до Коростишева Радомишльський повіт Київської губернії і стала називатися Коростишівською учительською семінарією.
Першим директором семінарії був доктор філософських наук Іван Яковича Посяда — товариш Тараса Григоровича Шевченка за Кирило-Мефодіївським товариством.
Серед предметів, що викладались у Коростишівській семінарії, були Закон Божий, російська і церковнослов'янська мови, арифметика, геометрія, російська і загальна історія, російська і загальна географія, природознавство, письмо, малювання, основи педагогіки, гімнастика, співи та практичні заняття у школі.
Протягом 1895—1898 років у Коростишівській учительській семінарії навчався відомий український письменник Степан Васильченко.
1924 року закладу присвоєно ім'я Івана Яковича Франка.
З 1944 року навчальний заклад одержує назву й статус педагогічного училища.
1958 року розпочато підготовку вчителів трудового навчання і креслення.
Рішенням IX сесії Житомирської обласної ради у жовтні 2003 року педагогічне училище реорганізоване в педагогічний коледж.
У 2007 році у коледжі започатковано підготовку молодших спеціалістів зі спеціальності «Фізичне виховання».
У 2021 році позбавляється звання «Вищого навчального закладу» та має назву фахового коледжу.

## Спеціальності
- Відділення «(0.13) Початкова освіта»: «Соціальний педагог»; «Асистент учителя з інклюзивного навчання»; «Учитель інформатики в початковій школі»; «Учитель іноземної мови в початковій школі».
- Відділення «(0.14) Середня освіта — Трудове навчання та технології»: «Керівник гуртка декоративно-прикладного мистецтва» або «Учитель інформатики в початковій школі».
- Відділення «(0.14) Середня освіта — Фізична культура»: «Інструктор групових фітнес-програм» або «Учитель основи здоров'я».

## Відомі випускники
- Бондарчук Борис — український кореспондент[2], викладач факультету кіно і телебачення Київського національного університету культури і мистецтв[3]
- Горобець Віктор Миколайович — доктор історичних наук, професор, завідувач сектору соціальної історії Інституту історії України Національної академії наук України. Заслужений діяч науки і техніки України
- Зорнік Володимир Романович — український тренер з легкої атлетики (біг), фахівець у галузі фізичної культури і спорту. Заслужений тренер України
- Корець Микола Савич — доктор педагогічних наук
- Кохан Іван Михайлович — міський голова міста Коростишів
- Кудря Олена — українська письменниця
- Мороз Василь Миколайович — доктор педагогічних наук
- Рихлюк Іванна — українська телеведуча, модель, блогер[4]
- Самойленко Оксана Анатоліївна — доктор філософських наук, викладач

## Галерея

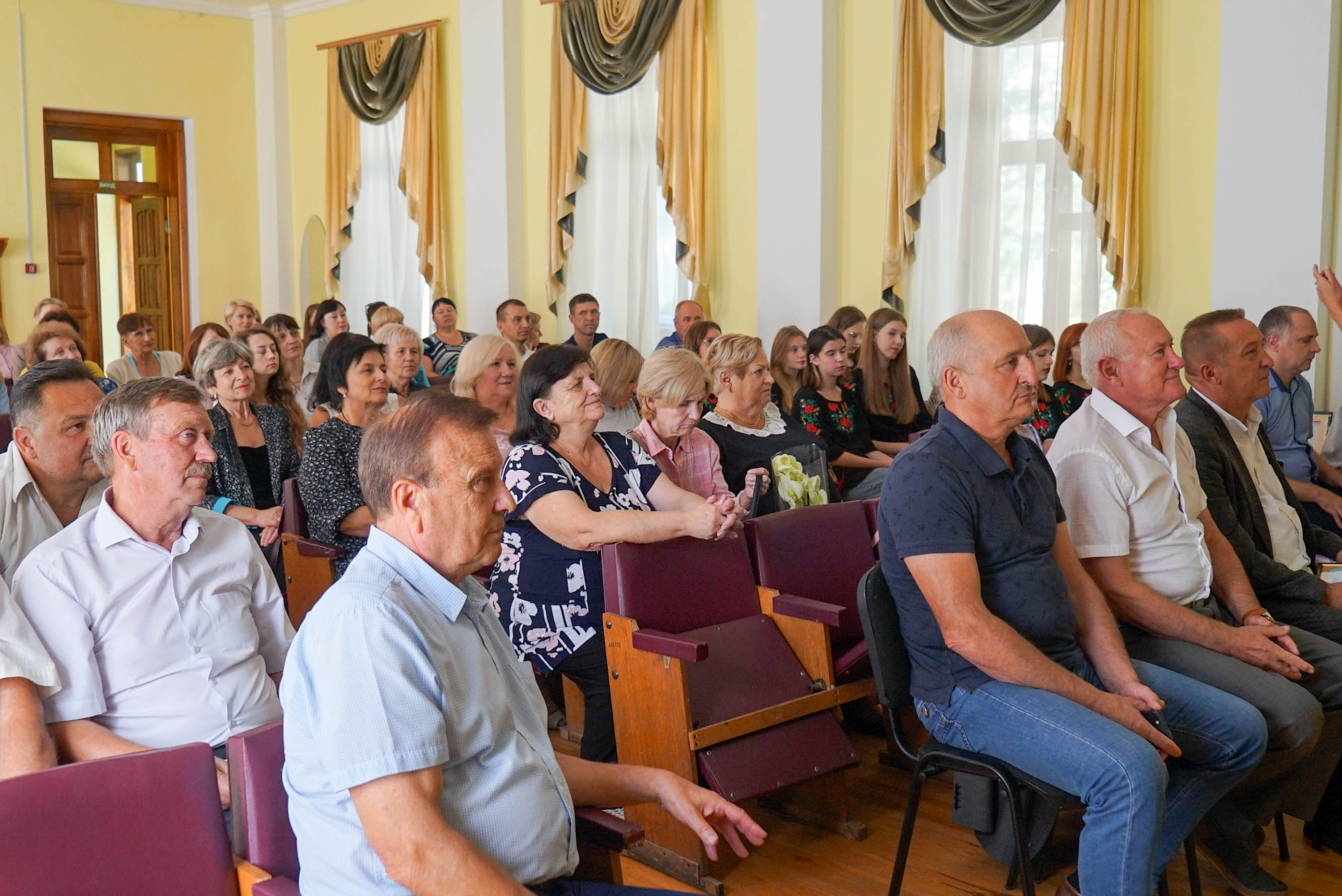
Викладачі та адміністрація коледжу
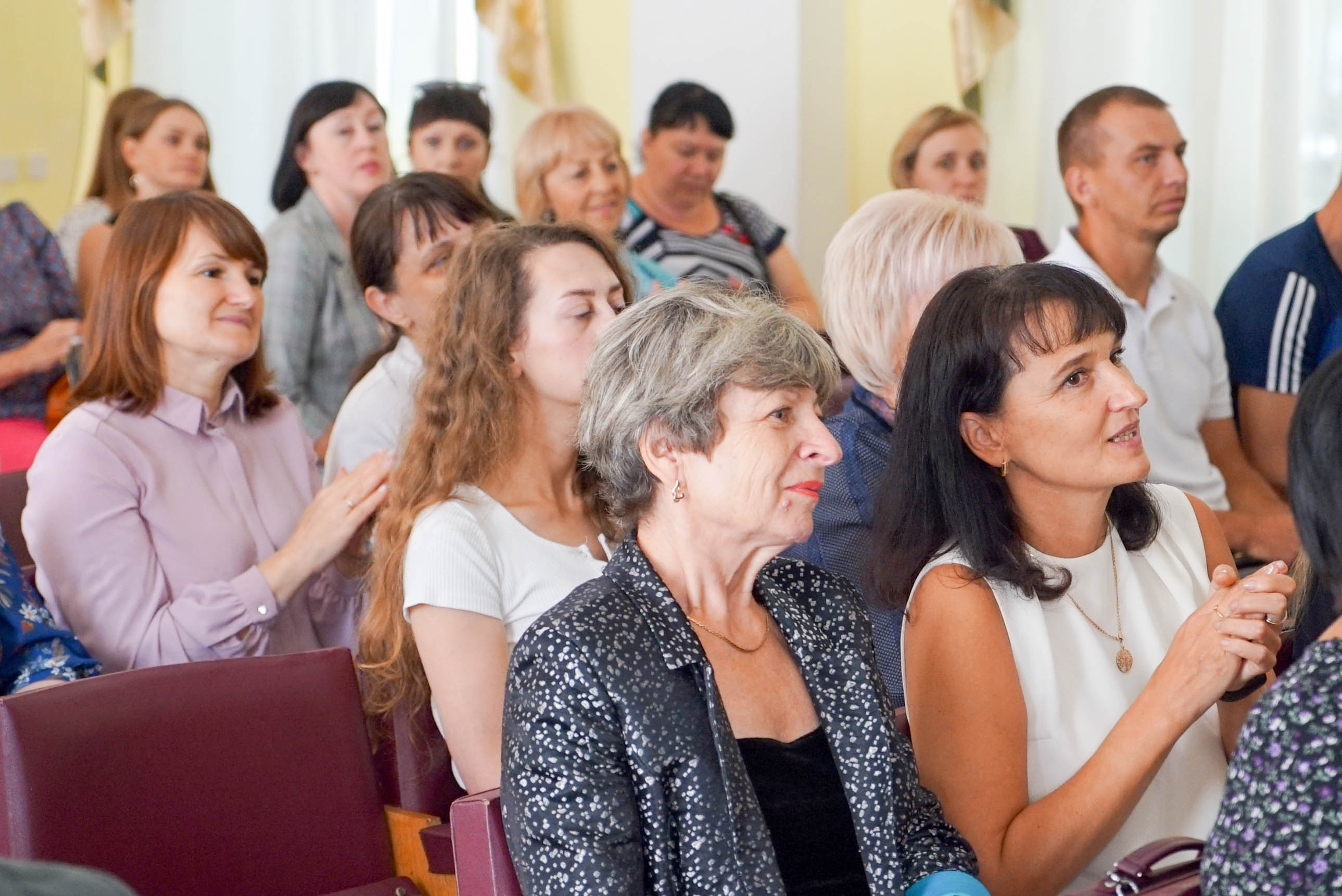
Викладачі коледжу